# Galt (Illinois)
Galt ist ein Census-designated place im Whiteside County im Nordwesten des  US-amerikanischen Bundesstaates Illinois. Das U.S. Census Bureau hat bei der Volkszählung 2020 eine Einwohnerzahl von 192 ermittelt. Galt liegt in der Hopkins Township und gehört als Unincorporated Community keiner Gemeinde an. Galt hat ein eigenes Postamt und die Postleitzahl 61037.

## Geografie
Galt liegt im nordöstlichen Zentrum des Whiteside County am Elkhorn Creek, wenige Kilometer nördlich von dessen Mündung in den Rock River. Der Mississippi, der die Grenze zu Iowa bildet, liegt 36 km westlich. Die Grenze zu Wisconsin verläuft rund 90 km nördlich. Der Ort liegt auf 41°47′22″ nördlicher Breite und 89°45′44″ westlicher Länge.  
Benachbarte Orte von Galt sind Grimes Addition (2,5 km nordöstlich), Sterling (6 km östlich), Como (2,5 km südlich), Lyndon (17,8 km südwestlich), Round Grove (10,7 km westlich) und Coleta (15,2 km nördlich).
Die nächstgelegenen größeren Städte sind Dubuque in Iowa (133 km nordwestlich), Rockford (93 km nordöstlich), Chicago (185 km östlich), Peoria (133 km südsüdöstlich) sowie die Quad Cities (86 km südwestlich).

## Verkehr
Der Lincoln Highway, die Hauptstraße von Galt, ist eine untergeordnete Landstraße. Daneben existieren noch eine Reihe unbefestigter Fahrwege und innerörtlicher Verbindungsstraßen.
In West-Ost-Richtung verläuft durch Galt eine Eisenbahnlinie der Union Pacific Railroad.
Mit dem Whiteside County Airport befindet sich ein kleiner Flugplatz 10,5 km südöstlich von Galt. Die nächstgelegenen größeren Flughäfen sind der 88,9 km nordöstlich von Galt gelegene Chicago Rockford International Airport sowie der 87,6 km südwestlich gelegene Quad City International Airport.